# Gemaal Mercatorstraat
Het Gemaal Mercatorstraat is een bouwwerk in Amsterdam-West.
Het gemaal annex elektriciteitshuisje is geplaatst op de hoek van de Jan van Galenstraat en Mercatorstraat. Het ligt daar bij op de zuidwestelijke punt van het Erasmuspark, dat eigenlijk geen deel uitmaakt van het park. Het is van het park gescheiden door een ringvaart om het park. Het is gebouwd in 1927 en is afkomstig van de Dienst der Publieke Werken. Het gebouwtje is, sinds het in 2017 in overleg met buurtbewoners gerestaureerd is, een van de Amsterdamse Schoolstijl. Het uit bak- en natuurstenen legstenen opgetrokken gebouw staat er massief bij. Aan de voorzijde heeft het twee massieve deuren die nog verwijzen naar het Gemeentelijk Energie Bedrijf, tegenwoordig Liander (voor dit onderdeel). Waternet is verantwoordelijk voor het gemaal. De achtergevel bestaat geheel uit baksteen met zes ruimtes om posters op te hangen. Het achterliggende plateau (dak van de gemaalkelder) werd bij de renovatie omgebouwd tot tuintje.
Het gemaal pompt nog iedere dag duizenden liters afwater naar de zuiveringsinstallatie van Westpoort, aldus Waternet.

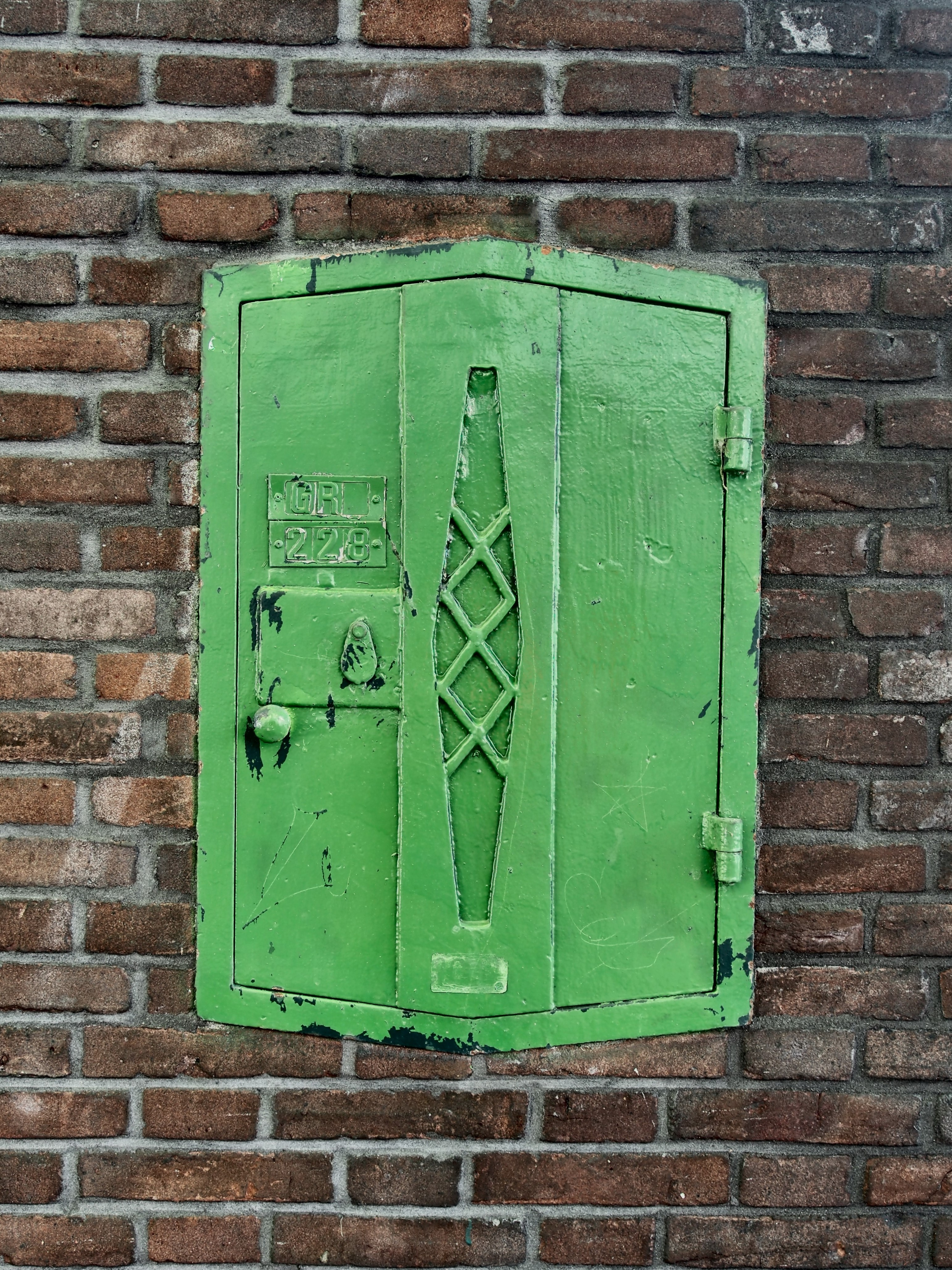
Drie Andreaskruizen van Amsterdam in Amsterdamse Schoolstijl